# (10404) McCall
(10404) McCall (1997 WP14) – planetoida z pasa głównego asteroid okrążająca Słońce w ciągu 5,44 lat w średniej odległości 3,09 j.a. Odkryta 22 listopada 1997 roku.